# Fly Me to the Moon
Fly Me to the Moon, ursprungligen In Other Words, är en sång skriven av Bart Howard från 1954. Den första inspelningen av sången gjorde samma år av Kaye Ballard och flera versioner av sången har sedan spelats in, bland annat av Peggy Lee, Joe Harnell och Frank Sinatra.

## Olika versioner

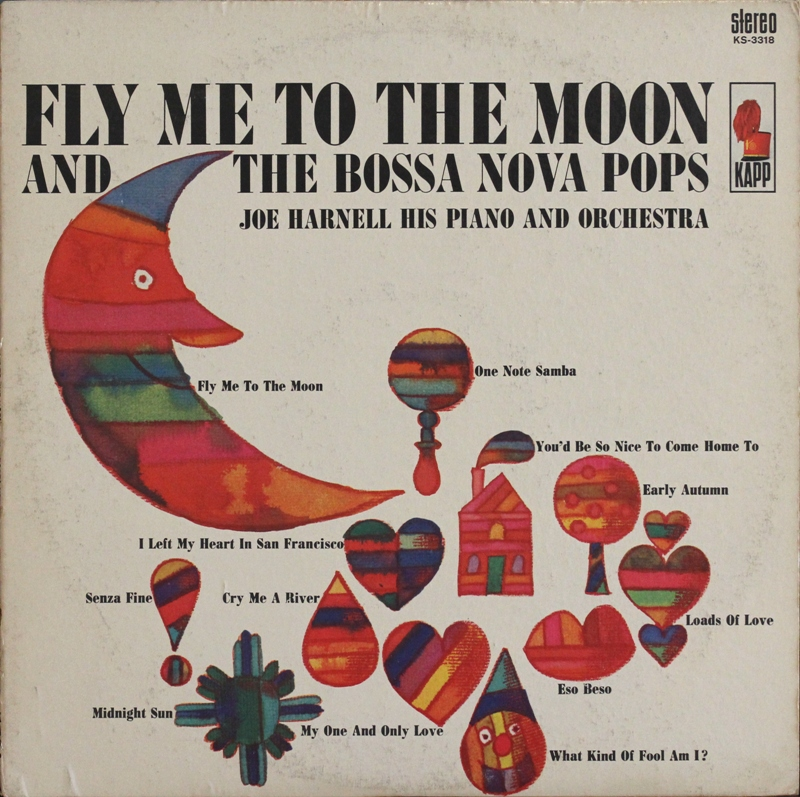
Omslaget till albumet från 1963 där Harnells version återfinns.

1960 sjöng Peggy Lee in sin version av sången på albumet Pretty Eyes och uppträdde med den året därpå i Ed Sullivan Show. Därefter började sången hänvisas under namnet "Fly Me to the Moon (In Other Words)", vilket Howard ändrade till "Fly Me to the Moon" efter ett förslag från Lee. Sedan namnändringen släpptes de senare inspelningarna under sångens nya namn.
Connie Francis spelade in sången på italienska och spanska 1963; "Portami Con Te" respektive "Llévame a la Luna".
Joe Harnells instrumentala bossa nova-version av sången spelades in som en singel från 1962. Året därpå nådde den plats 14 i Billboard Hot 100 och fanns med i albumet Fly Me to the Moon and the Bossa Nova Pops. Andra artister som också gjorde egna instrumentala versioner av sången var Roy Haynes, Al Hirt och Oscar Peterson.
Frank Sinatra sjöng sången år 1964 i albumet It Might As Well Be Swing där Count Basie även medverkar

## Inom populärkultur
Sången har medverkat i ett flertal filmer, bland andra Wall Street, Space Cowboys och Bridget Jones dagbok.
Astronauten Buzz Aldrin spelade Sinatras version av sången under den första månfärden med Apollo 11. En poppigare version av sången används i datorspelet Bayonetta från 2009.